# 第二次瓜分波兰

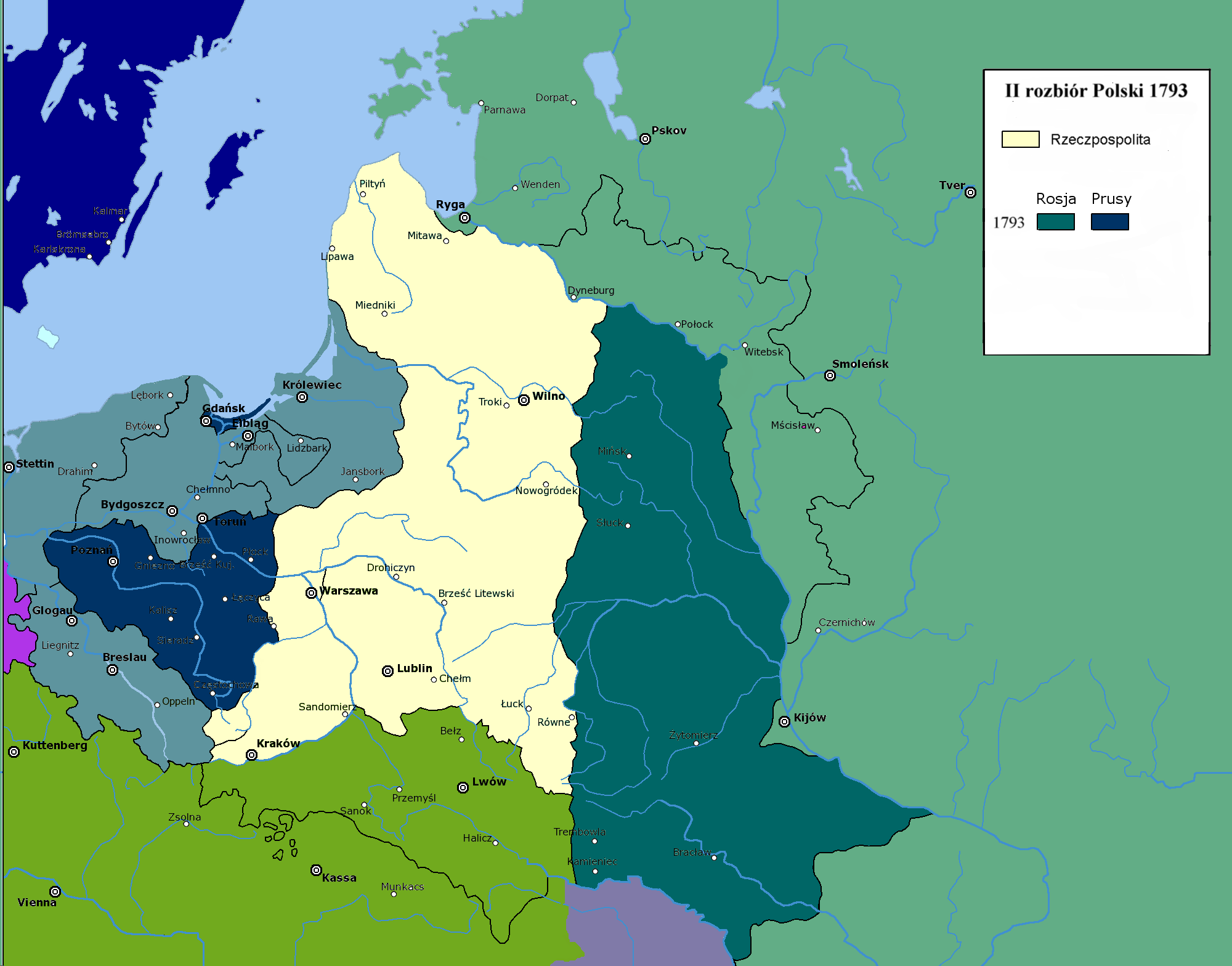
1793年第二次瓜分波蘭之示意圖

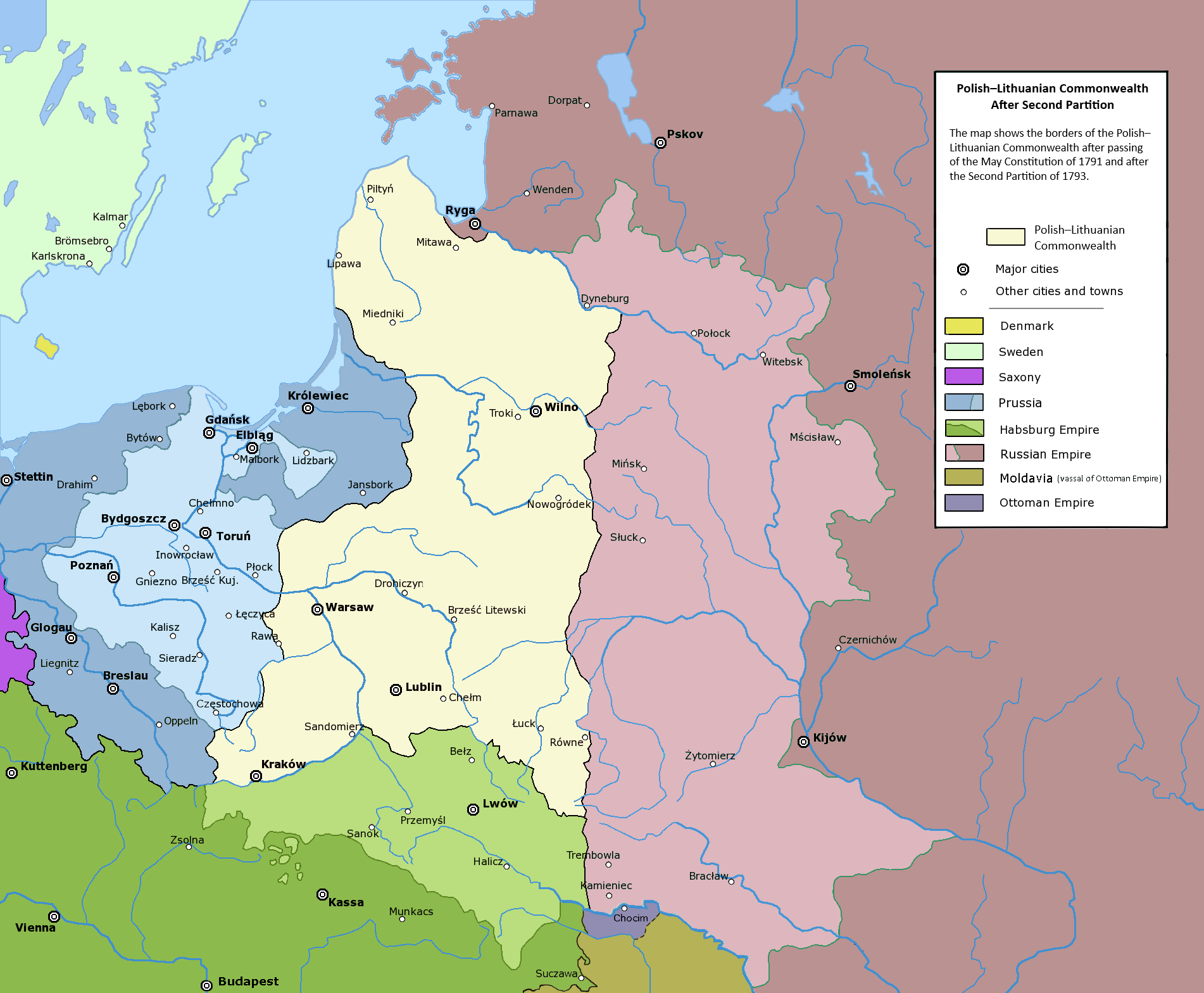
第二次遭到瓜分後之波蘭立陶宛

第二次瓜分波蘭（波蘭語：II rozbiór Polski）即第二次瓜分波蘭立陶宛，是18世紀列強三次瓜分波蘭中的第二次，為1792年俄波战争及塔戈维查联盟之遺緒，於1793年由俄罗斯帝国及普魯士王國主導、波蘭立陶宛聯邦最後一屆瑟姆「格羅德諾議會」被迫批准。此次瓜分仍然無法挽救情勢，波蘭立陶宛於1795年第三次遭到瓜分而徹底滅亡。

## 背景
進入1790年，波蘭立陶宛聯邦業已陷入難以復加之無助境地，甚至被迫與其對手普魯士王國結盟。波普聯盟於當年成立，造成一種波蘭立陶宛在進行國內改革時有可供倚靠盟友之幻覺。1791年5月通過的波蘭立陶宛「五三宪法」賦予資產階級權利，建立三權分立之政府，並終止此前1760年代瑟姆（國會）「列普寧議會」所滋生之弊端。經過這些改革，波蘭立陶宛大有中興之氣象，促使其鄰國採取回應措施。俄羅斯女皇叶卡捷琳娜二世對此感到震怒，隨後便於1792年以波蘭立陶宛已陷入「激進雅各賓派」之手——當時雅各賓主義正盛行於法國——為藉口派兵入侵。

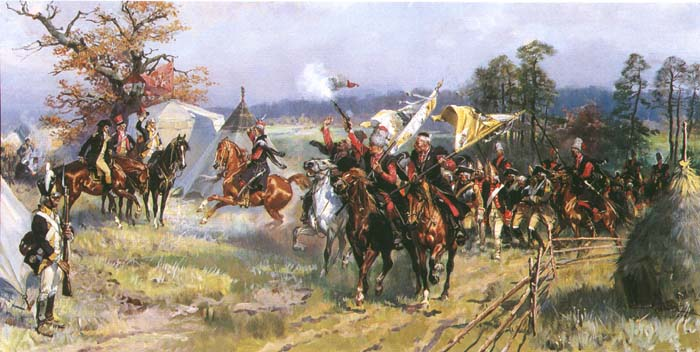
1792年俄波戰爭中傑倫策戰役後之場景，由沃伊切赫·科薩克繪製

1792年俄波战争期間，意圖保衛憲法之波軍須與俄軍及親俄波蘭大貴族組成的「塔戈维查联盟」作戰——保守之貴族階級（「什拉赫塔」）堅信俄羅斯將協助恢復其「黃金自由」。波軍雖遭盟友普魯士背棄，不過在约瑟夫·波尼亚托夫斯基親王帶領下以寡擊眾，在保衛戰初期取得了些許勝利。然而波蘭國王、立陶宛大公斯坦尼斯瓦夫·奥古斯特最終屈服於俄羅斯之壓迫，決定加入塔戈維查聯盟，波軍只能放棄反擊。
俄羅斯入侵主要是為了遏阻波蘭立陶宛改革，而非進一步將其瓜分——俄羅斯業已將波蘭立陶宛視為其保护国，未見得將其領土與他國共享之必要。不過，普魯士國王腓特烈·威廉二世則將此視為強化母國之機會，於是憑藉與波蘭立陶宛取消結盟，以及普魯士應俄羅斯積極邀請加入第一次反法同盟鎮壓法国大革命而在瓦爾密戰役中蒙受之重大損失為由，要求葉卡捷琳娜二世給予賠償——最好是波蘭立陶宛部分領土。俄羅斯不久即決定答應普魯士的要求。

## 過程

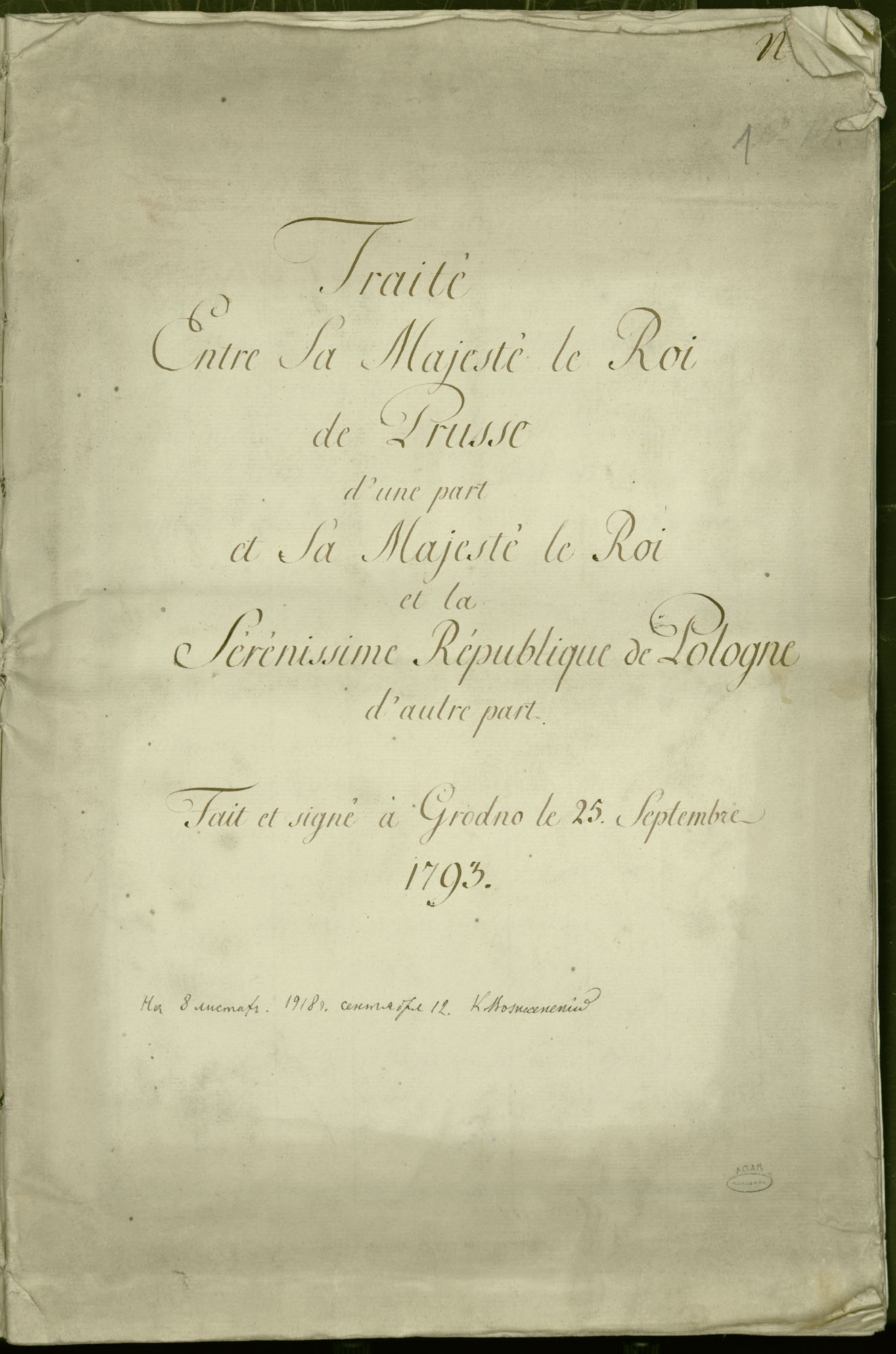
普魯士與波蘭立陶宛簽訂之《格羅德諾條約》法文版本，此條約後又稱為「第二次瓜分條約」

1793年1月23日，俄、普兩國簽署條約，同意波蘭立陶宛之改革必須廢棄，而兩國皆應取得其大片領土。兩國軍隊隨即控制各自主張之領土：俄軍業已進駐波蘭立陶宛境內，而普軍入侵時亦僅遭遇微弱抵抗。同年，由於兩國希望波方為其領土要求提供合法性依據，波蘭立陶宛召開最後一屆瑟姆「格羅德諾議會」，議員在俄軍進逼及俄人賄賂之下被迫批准割讓領土，使此「末代瑟姆」臭名昭著。
俄羅斯共取得波蘭立陶宛基輔省、布拉克沃夫省、波多尔省及明斯克省之全部，以及維爾紐斯省、諾臥格洛德克省、布雷斯特—里托夫斯科省及沃爾希連省之部分土地；波蘭立陶宛國會於當年7月22日批准割讓。俄羅斯將新取得之領土編入其明斯克省，以及此後再於1795年分為波多利亞省及沃利尼亞省二省之伊賈斯拉夫省。
普魯士則取得格但斯克及托伦二市，格涅兹诺省、波茲南省、謝拉茲省、卡利什省、普沃茨克省、伊诺弗洛科沃夫省及多布任地區之全部，以及克拉科夫省、拉瓦省及馬索維安省之部分土地；波蘭立陶宛國會於當年9月23日或25日批准割讓。普魯士將新取得之領土編入其南普魯士省。
總計俄羅斯取得約25萬平方千米、普魯士則取得約5.8萬平方公里之領土；波蘭立陶宛割讓約30.7萬平方公里之領土以後，自身僅餘21.5萬平方公里之領土。波蘭立陶宛並同時喪失了500萬人口，境內僅餘400萬人口。

## 影響
波蘭立陶宛第二次遭到瓜分以後已成一緩衝國，其君主淪為傀儡，而縮編之波軍亦遭到俄羅斯駐軍密切監視。此次瓜分出乎塔戈維查聯盟意料，包含後來選擇加入聯盟之波蘭立陶宛君主斯坦尼斯瓦夫·奧古斯特在內，兩者之聲望及支持度皆遭重挫。改革派則相對地漸佔上風，支持與日俱增。1794年3月，柯斯丘什科起义爆發，至當年11月遭到鎮壓，促使列強決定於1795年第三次瓜分波蘭，波蘭立陶宛徹底滅亡。